# One Foot in the Blues
One Foot in the Blues to album kompilacyjny amerykańskiej grupy bluesrockowej ZZ Top z 1994 roku. Na albumie znajdują się przeważnie bardziej bluesowe kompozycje zespołu.

## Lista utworów
1. „Brown Sugar” - 5:20 (śpiew: Billy Gibbons)
2. „Just Got Back from Baby's” - 4:09 (śpiew: Billy Gibbons)
3. „A Fool for Your Stockings” - 4:16 (śpiew: Billy Gibbons)
4. „I Need You Tonight” - 6:15 (śpiew: Billy Gibbons)
5. „She Loves My Automobile” - 2:23 (śpiew: Dusty Hill)
6. „Hi Fi Mama” - 2:24 (śpiew: Dusty Hill)
7. „Hot, Blue and Righteous” - 3:17 (śpiew: Billy Gibbons)
8. „My Head's in Mississippi” - 4:21 (śpiew: Billy Gibbons)
9. „Lowdown in the Street” - 2:49 (śpiew: Billy Gibbons)
10. „If I Could Only Flag Her Down” - 3:39 (śpiew: Billy Gibbons)
11. „Apologies to Pearly” - 2:44 (utwór instrumentalny)
12. „Sure Got Cold After the Rain Fell” - 6:47 (śpiew: Billy Gibbons)
13. „Bar-B-Q” - 3:21 (śpiew: Billy Gibbons)
14. „Old Man” - 3:32 (śpiew: Billy Gibbons)
15. „Certified Blues” - 3:25 (śpiew: Billy Gibbons)
16. „2000 Blues” - 4:42 (śpiew: Billy Gibbons)
17. „Heaven, Hell or Houston” - 2:32 (śpiew: Billy Gibbons)

## Twórcy i wykonawcy
- Billy Gibbons - śpiew, gitara elektryczna, harmonijka ustna
- Dusty Hill - śpiew, gitara basowa
- Frank Beard - perkusja